# 개비자나무속
개비자나무속은 주목과의 속으로, 11개 종으로 이루어져 있다.